# Eupithecia enictata
Eupithecia enictata là một loài bướm đêm trong họ Geometridae.